# 新福街道
新福街道，是中华人民共和国广东省汕头市金平区下辖的一个已经撤销的乡镇级行政单位。其辖区现隶属于小公园街道。

## 行政区划
新福街道下辖以下地区：
金凤社区、福祥社区、荣华社区、福安社区、金福社区、荣隆社区、潮安社区和寿山社区。